# 3. dragonski polk (Avstro-Ogrska)
Za druge 3. polke glejte 3. polk.
3. dragonski polk (izvirno nemško Niederösterreichisches Dragoner Regiment »Friedrich August König von Sachsen« Nr. 3; dobesedno slovensko: Spodnjeavstrijski dragonski polk »Friedrich Avgust kralj Saške« št. 3) je bil konjeniški polk avstro-ogrske skupne vojske.

## Zgodovina
Polk je bil ustanovljen leta 1768. 

### Prva svetovna vojna
Polkovna narodnostna sestava leta 1914 je bila sledeča: 97% Nemcev in 3% drugih.
Naborni okraj polka je bil na Dunaju, pri čemer so bile polkovne enote garnizirane sledeče: Dunaj (štab in I. divizion) in Groß-Enzersdorf (II. divizion).

## Poveljniki polka
- 1859: Carl Specz de Ladháza[5]
- 1879: Edmund von Krieghammer[6]
- 1908: Karl Hüller von Hüllenried[7]
- 1914: Karl von Spiegelfeld[8]